# العلاقات البريطانية الفرنسية
العلاقات بين فرنسا والمملكة المتحدة هي العلاقات بين حكومتي الجمهورية الفرنسية والمملكة المتحدة لبريطانيا العظمى وإيرلندا الشمالية. تعتبر العلاقات بين فرنسا والمملكة المتحدة والدول السابقة لهما طويلة ومعقدة، وتشمل فتوحات وحروب وتحالفات في مراحل مختلفة من التاريخ. سيطرت الإمبراطورية الرومانية على كلتا المنطقتين، باستثناء شمال إنجلترا واسكتلندا التي غزاها الرومان، والتي لا تزال تتواجد تحصيناتها في كلا البلدين حتى يومنا هذا، والتي أدخل نظامُها الأبجديةَ المشتركة لكلا المنطقتين، ومع ذلك، ظل حاجز اللغة قائمًا بينها. كان للغزو النورماندي لإنجلترا عام 1066، الدورَ الأساسي في رسم التاريخ الإنجليزي وتشكيل اللغة الإنجليزية. كانت الدولتان، خلال معظم سنوات العصور الوسطى، عدوتين لدودتين في الغالب، إذ ادّعى مَلِكَا البلدين السيادة على فرنسا. تشمل بعض الصراعات الجديرة بالذكر التي وقعت بين البلدين، حرب المائة عام، وحروب الثورة الفرنسية التي انتصر فيها الفرنسيون، إضافة إلى حرب السنوات السبع والحروب النابليونية التي انتصرت فيها بريطانيا العظمى.
كانت الحروب النابليونية، التي خاضت فيها تحالفات القوى الأوروبية، بقيادة المملكة المتحدة وتمويلها، سلسلةً من الحروب ضد الإمبراطورية الفرنسية الأولى والدول التابعة لها، والتي بلغت ذروتها بهزيمة نابليون في معركة واترلو عام 1815، آخرَ النزاعات الكبيرة بين البلدين. ظهرت فيما بعد، خاصة بعد عام 1880، بعض التوترات بين البلدين حول قضايا مختلفة كقناة السويس والتنافس على المستعمرات الأفريقية. على الرغم من ظهور بعض المخاوف من اندلاع حرب قصيرة الأمد، إلا أنّ السلام قد حل بين البلدين منذ ذلك الحين. بدأت العلاقات الودية بين فرنسا والمملكة المتحدة بالظهور مع توقيع البلدين للاتفاق الودي عام 1904، وتحالُفهما ضد ألمانيا في الحربين العالميتين الأولى والثانية، ساعدت الجيوش البريطانية، في النزاع الأخير، في تحرير فرنسا المُحتلة من النازيين. وقفت الدولتان، خلال الحرب الباردة، في وجه الاتحاد السوفييتي، وكانتا من بين الأعضاء المؤسسين لحلف شمال الأطلسي (الناتو)، التحالف العسكري الغربي بقيادة الولايات المتحدة. خلال ستينيات القرن العشرين، لم يُعطِ الرئيس الفرنسي، شارل ديغول، ثقته للبريطانيين، لقربهم الكبير من الأمريكيين، ومَنع بريطانيا لسنوات طويلة من الدخول إلى السوق الأوروبية المشتركة، التي يُطلق عليها في يومنا هذا اسم الاتحاد الأوروبي. سحب ديغول أيضًا فرنسا من دورها النشط في حلف الناتو، بسبب السيطرة الأمريكية الشديدة عليه. دخلت بريطانيا للاتحاد الأوروبي بعد وفاة ديغول، وعادت فرنسا إلى حلف الناتو.
في السنوات الأخيرة، توثقت العلاقة بين البلدين بشكل كبير للغاية، وخاصة فيما يتعلق بمواضيع الدفاع والسياسة الخارجية. ومع ذلك، يميل البلدان إلى الاختلاف حول مجموعة من القضايا الأخرى، لا سيما الاتحاد الأوروبي. غالبًا ما يُشار إلى فرنسا وبريطانيا بـ «الخصمين التاريخيين»، ويُشار أيضًا إلى المنافسة الأبدية المتصورة التي تتسم بها العلاقةُ بينهما. تحدث الكاتب الفرنسي جوزيه آلان فرالون عن العلاقةَ بين البلدين من خلال وصفه للبريطانيين بأنهم «أعز أعدائنا».
على عكس فرنسا، خرجت بريطانيا من الاتحاد الأوروبي في عام 2020، بعد أن صوت البريطانيون على ذلك في استفتاء أُجري في 23 يونيو من عام 2016. تشير التقديرات إلى أن هناك ما يقارب الـ 350 ألف فرنسي يعيشون في المملكة المتحدة، بينما يوجد ما يقارب 400 ألف بريطاني في فرنسا.

## التاريخ

### العصر الروماني وما بعد الروماني
عندما غزا يوليوس قيصر بلاد الغال، واجه حلفاءً غاليين وبيلجيين من جنوب شرق بريطانيا وقدموا له المساعدة، حتى أن بعضهم اعترف بالملك البيلجي ملكًا عليهم. على الرغم من كون جميع الأشخاص المعنيين بالقضية من الكلت (ولم يُقدم الجرمانيون والفرنجة على غزو أي من الدولتين اللتين ستسميان على اسميهما فيما بعد)، يمكن القول بأن هذه الحادثة تمثلُ أولَ تعاون أنجلوفرنسي في التاريخ المسجل. شعر القيصر نتيجة لذلك بأنه مضطر للقيام بعملية غزو لبريطانيا في محاولة لإخضاعها. نجحت روما بشكل معقول في غزو بلاد الغال وبريطانيا وبلجيكا، وأصبحت جميع هذه المناطق مقاطعات تابعة للإمبراطورية الرومانية. على مدى الخمسمئة عام اللاحقة، كان هناك تفاعل كبير بين المنطقتين، إذ كانت كل من بريطانيا وفرنسا تحت الحكم الروماني. أعقب سقوط الإمبراطورية الرومانية الغربية، خمسمئة عامٍ من التفاعل المحدود جدًا بين البلدين، إذ غزت القبائل الجرمانية كليهما. تطورت الإنجلوسكسونية من مزيج من البريطونيين والاسكندنافيين المهاجرين في بريطانيا للتغلب على البيكتيين والشعوب الغالية. وقعت فرنسا تحت سيطرة مزيج من القبال الجرمانية، وتعرضت لغزو جزئي من قبل الفرنجة الساليين الذين كانوا يهدفون إلى إنشاء ممالك الفرنجة. انتشرت الديانة المسيحية عبر جميع المناطق الفرنسية والبريطانية في تلك الفترة، لتحل محل أشكال العبادة الجرمانية والكلتية وما قبل الكلتية. أنتجت اتفاقيات الرؤساء في تلك الفترة الأساطيرَ المحيطة بالملك آرثر وبقلعة كاميلوت – التي يُعتقد الآن بأنها أسطورة تستند إلى أفعال العديد من زعماء القبائل البريطانيين في العصور الوسطى المبكرة- وشارلمان، ملك الفرنجة الذي أسس الإمبراطورية الرومانية المقدسة للأمة الجرمانية في معظم أنحاء أوروبا الغربية، والذي من الممكن –تاريخيًا- التحقق من شخصيته. في مطلع الألفية الثانية، انخرطت الجزر البريطانية مع الدول الاسكندنافية، بينما ارتبطت العلاقات الخارجية لفرنسا بشكل رئيسي مع الإمبراطورية الرومانية المقدسة.

### قبل الغزو
لم تكن هناك أية صراعات مسلحة بين مملكة إنجلترا ومملكة فرنسا قبل غزو النورمان لإنجلترا في عام 1066. تعرضت كلتا المملكتين لغزوات الفايكنج بشكل متكرر، وكانت المشاغل الخارجية للمملكتين موجهة، بالمقام الأول، نحو الدول الاسكندنافية.
وُجهت العلاقات الإنجليزية عبر القنال الإنجليزي إلى نورماندي، التي أصبحت، بعد تكريمها من قبل الملك الفرنسي، إقطاعيةً شبه مستقلة. كانت إيما، ابنة ريتشارد الأول دوق نورماندي، ملكةَ على البلاد خلال فترة حكم ملكين إنجليزيين اثنين على التوالي، إذ أصبح اثنان من أبنائها، الملك هارديكانوت وإدوارد المعترف، ملوكًا على إنجلترا. قضى إدوارد فترات طويلة من حياته المبكرة (بين عامي 1013 و 1041) في إقطاعية نورماندي، وأعطى، بصفته الملك، بعضَ النورمانديين، من بينهم روبرت جوميز الذي تسلم منصب رئيس أساقفة كانتربري، مناصبَ رفيعة.
مهد هذا التطبيع التدريجي للمملكة الطريقَ للغزو النورماني، إذ تمكن حفيد شقيق إيما، دوق نورماندي، وليام، من الاستحواذ على المملكة بعد أول غزو ناجح عبر القنال بعد العصور الرومانية. اكتسبت إنجلترا مع حاكمها الجديد، السياسة الخارجية لدوقات النورماندي، التي كانت تستند إلى مبدأ حماية مصالح النورمانديين على حساب ملوك فرنسا. على الرغم من كون حكم وليام للنورمانديين مدعومًا في بادئ الأمر من ملك فرنسا هنري الأول، إلا أن نجاح وليام في حكمه سرعان ما خلق حالة من العداء بينهما، إذ هاجم الملكُ هنري نورماندي مرتين، الأولى كانت عام 1054، أما الثانية فكانت في عام 1057.

## مقارنة بين البلدين
هذه مقارنة عامة ومرجعية للدولتين:
| وجه المقارنة                                              | المملكة المتحدة                 | فرنسا                                                    |
| --------------------------------------------------------- | ------------------------------- | -------------------------------------------------------- |
| المساحة (كم2)                                             | 242.50 ألف                      | 643.80 ألف                                               |
| عدد السكان (نسمة)                                         | 66.02 مليون                     | 67.12 مليون                                              |
| الكثافة السكانية (ن./كم²)                                 | 272.25                          | 104.26                                                   |
| العاصمة                                                   | لندن                            | باريس                                                    |
| اللغة الرسمية                                             | لغة إنجليزية، اللغة الويلزية    | لغة فرنسية                                               |
| العملة                                                    | جنيه إسترليني                   | يورو، فرنك س ف ب، فرنك فرنسي، Livre tournois ‏            |
| الناتج المحلي الإجمالي (بليون دولار)                      | 2.62 تريليون                    | 2.58 تريليون                                             |
| الناتج المحلي الإجمالي (تعادل القوة الشرائية) بليون دولار | 2.72 تريليون                    | 2.87 تريليون                                             |
| الناتج المحلي الإجمالي الاسمي للفرد دولار أمريكي          | 43.88 ألف                       | 36.20 ألف                                                |
| الناتج المحلي الإجمالي للفرد دولار أمريكي                 | 40.23 ألف                       | 39.33 ألف                                                |
| مؤشر التنمية البشرية                                      | 0.907                           | 0.888                                                    |
| رمز المكالمات الدولي                                      | +44                             | +33                                                      |
| رمز الإنترنت                                              | .uk، .gb                        | .fr، .bzh ‏، .tf، .re، .wf، .yt، .pm، .paris              |
| المنطقة الزمنية                                           | توقيت غرينيتش، توقيت غرب أوروبا | أوروبا/باريس ‏، توقيت وسط أوروبا، توقيت وسط أوروبا الصيفي |

## مدن متوأمة
في ما يلي قائمة باتفاقيات التوأمة بين مدن بريطانية وفرنسية:
- ترتبط Kirklees [الإنجليزية]‏ مع بيزنسون باتفاقية توأمة.
- ترتبط توربوينت [الإنجليزية]‏ مع Bénodet [الإنجليزية]‏ باتفاقية توأمة.
- ترتبط لانكشر مع بيربينيا باتفاقية توأمة.
- ترتبط ميدلزبرة مع دونكيرك باتفاقية توأمة.
- ترتبط فالكيرك [الإنجليزية]‏ مع كريتاي باتفاقية توأمة.
- ترتبط Sudbury, Suffolk [الإنجليزية]‏ مع كليرمون (وايز) باتفاقية توأمة.
- ترتبط Blaenavon [الإنجليزية]‏ مع Coutras [الإنجليزية]‏ باتفاقية توأمة منذ 1985.[19]
- ترتبط نورتش مع روان باتفاقية توأمة منذ 1978.
- ترتبط مارلو [الإنجليزية]‏ مع Marly-le-Roi [الإنجليزية]‏ باتفاقية توأمة.
- ترتبط Lavenham [الإنجليزية]‏ مع رامبوييه باتفاقية توأمة.
- ترتبط سوليهل مع شوليه باتفاقية توأمة.
- ترتبط Epsom and Ewell [الإنجليزية]‏ مع شانتيه باتفاقية توأمة.
- ترتبط Wellingborough [الإنجليزية]‏ مع نيور باتفاقية توأمة.
- ترتبط Newark-on-Trent [الإنجليزية]‏ مع Saint-Cyr-sur-Loire [الإنجليزية]‏ باتفاقية توأمة.
- ترتبط Verwood [الإنجليزية]‏ مع Champtoceaux [الإنجليزية]‏ باتفاقية توأمة.
- ترتبط لامبث [الإنجليزية]‏ مع فانسن باتفاقية توأمة.
- ترتبط Scunthorpe [الإنجليزية]‏ مع كلامار باتفاقية توأمة.
- ترتبط مارجيت مع ليه مورو باتفاقية توأمة.
- ترتبط Maldon [الإنجليزية]‏ مع Villeparisis [الإنجليزية]‏ باتفاقية توأمة منذ 2 أبريل 2012.[20][21][22]
- ترتبط Silverton, Devon [الإنجليزية]‏ مع Saint-Thégonnec [الإنجليزية]‏ باتفاقية توأمة.
- ترتبط ديل [الإنجليزية]‏ مع سان أومير باتفاقية توأمة.
- ترتبط ورك مع سومور باتفاقية توأمة.
- ترتبط Malmesbury [الإنجليزية]‏ مع جين (لواريت) باتفاقية توأمة.
- ترتبط سنت أندروز مع Loches [الإنجليزية]‏ باتفاقية توأمة.
- ترتبط حي هرو لندن مع دواي باتفاقية توأمة.
- ترتبط شلتنهام مع آنسي باتفاقية توأمة منذ 1956.
- ترتبط بوترز بار [الإنجليزية]‏ مع Franconville, Val-d'Oise [الإنجليزية]‏ باتفاقية توأمة.
- ترتبط Ferndown [الإنجليزية]‏ مع Segré [الإنجليزية]‏ باتفاقية توأمة.
- ترتبط نورثالرتون [الإنجليزية]‏ مع Ormesson-sur-Marne [الإنجليزية]‏ باتفاقية توأمة.
- ترتبط Monifieth [الإنجليزية]‏ مع Soyaux [الإنجليزية]‏ باتفاقية توأمة.
- ترتبط Keynsham [الإنجليزية]‏ مع ليبورني باتفاقية توأمة.
- ترتبط Gorseinon [الإنجليزية]‏ مع بلويرميل باتفاقية توأمة.
- ترتبط Penicuik [الإنجليزية]‏ مع L'Isle-sur-la-Sorgue [الإنجليزية]‏ باتفاقية توأمة.
- ترتبط تافيستوك مع بونتيفي باتفاقية توأمة.
- ترتبط فريزربرغ [الإنجليزية]‏ مع بريسوير باتفاقية توأمة.
- ترتبط هدرسفيلد مع بيزنسون باتفاقية توأمة.
- ترتبط Hyde, Greater Manchester [الإنجليزية]‏ مع كولمار باتفاقية توأمة.
- ترتبط Ashby-de-la-Zouch [الإنجليزية]‏ مع Pithiviers [الإنجليزية]‏ باتفاقية توأمة.
- ترتبط بينرين مع Audierne [الإنجليزية]‏ باتفاقية توأمة منذ 1979.
- ترتبط هارينجي مع Livry-Gargan [الإنجليزية]‏ باتفاقية توأمة منذ 30 يوليو 1987.[23][23]
- ترتبط Cheshunt [الإنجليزية]‏ مع Stains, Seine-Saint-Denis [الإنجليزية]‏ باتفاقية توأمة.
- ترتبط جارو [الإنجليزية]‏ مع ابيني-سور-سين باتفاقية توأمة.
- ترتبط إكزتر مع رين باتفاقية توأمة منذ 1957.
- ترتبط Didcot [الإنجليزية]‏ مع Meylan [الإنجليزية]‏ باتفاقية توأمة.
- ترتبط Hebden Royd [الإنجليزية]‏ مع سان بول سور تيرنويس باتفاقية توأمة.
- ترتبط تشيلمسفورد مع أنوناي باتفاقية توأمة.
- ترتبط رامزغيت مع كونفلانز -سانت -هونورين باتفاقية توأمة.
- ترتبط Burnham-on-Sea [الإنجليزية]‏ مع كاسي (فرنسا) باتفاقية توأمة.
- ترتبط رغبي مع إفرو باتفاقية توأمة منذ 1977.
- ترتبط Corby [الإنجليزية]‏ مع شاتيليرولت باتفاقية توأمة.
- ترتبط بلاكبرن مع بيرون (سوم) باتفاقية توأمة.
- ترتبط بول مع شيربورغ-أوكتوفيل باتفاقية توأمة.
- ترتبط Borough of Gedling [الإنجليزية]‏ مع Vandœuvre-lès-Nancy [الإنجليزية]‏ باتفاقية توأمة.
- ترتبط فلكرك مع كامبار باتفاقية توأمة.
- ترتبط هاونزلو مع إيسي ليه مولينو باتفاقية توأمة منذ 1982.
- ترتبط سلاو مع مونتروي باتفاقية توأمة.
- ترتبط West Lancashire [الإنجليزية]‏ مع سيرجي باتفاقية توأمة.
- ترتبط كونجليتون مع تراب (مدينة) باتفاقية توأمة.
- ترتبط Dartmouth, Devon [الإنجليزية]‏ مع Courseulles-sur-Mer [الإنجليزية]‏ باتفاقية توأمة.
- ترتبط سانت ألبانز مع نيفير باتفاقية توأمة منذ 1995.
- ترتبط تشبنهام مع لافلش باتفاقية توأمة.
- ترتبط كينسينغتون وتشيلسي مع كان باتفاقية توأمة.
- ترتبط كرو (تشيشير) مع ماكون باتفاقية توأمة.
- ترتبط Broadstairs [الإنجليزية]‏ مع Wattignies [الإنجليزية]‏ باتفاقية توأمة.
- ترتبط Barton-upon-Humber [الإنجليزية]‏ مع Feyzin [الإنجليزية]‏ باتفاقية توأمة.
- ترتبط Dolton, Devon [الإنجليزية]‏ مع Amfreville, Calvados [الإنجليزية]‏ باتفاقية توأمة.
- ترتبط ويلينغتون [الإنجليزية]‏ مع ليلوبون [الإنجليزية]‏ باتفاقية توأمة.
- ترتبط Norton Radstock [الإنجليزية]‏ مع Ambarès-et-Lagrave [الإنجليزية]‏ باتفاقية توأمة.
- ترتبط Ilkeston [الإنجليزية]‏ مع شالون أن شمباني باتفاقية توأمة.
- ترتبط واتفورد مع نانتير باتفاقية توأمة منذ 1956.
- ترتبط برستل مع بوردو باتفاقية توأمة منذ 1947.
- ترتبط Clacton-on-Sea [الإنجليزية]‏ مع فالانس باتفاقية توأمة.
- ترتبط كلايدبانك [الإنجليزية]‏ مع أرجنتوي باتفاقية توأمة منذ 1973.
- ترتبط Castle Point [الإنجليزية]‏ مع رومينفيل باتفاقية توأمة.
- ترتبط Tamworth, Staffordshire [الإنجليزية]‏ مع Vaujours [الإنجليزية]‏ باتفاقية توأمة.
- ترتبط هيرن باي مع ويميريوكس باتفاقية توأمة.
- ترتبط أبردين مع كليرمون فيران باتفاقية توأمة منذ 1955.
- ترتبط دارتفورد [الإنجليزية]‏ مع Gravelines [الإنجليزية]‏ باتفاقية توأمة.
- ترتبط Shepshed [الإنجليزية]‏ مع Domont [الإنجليزية]‏ باتفاقية توأمة.
- ترتبط Nuneaton and Bedworth [الإنجليزية]‏ مع روآن باتفاقية توأمة منذ 1999.
- ترتبط Chesham [الإنجليزية]‏ مع هويلز باتفاقية توأمة.
- ترتبط سالفورد مع سانت أوين سور سين باتفاقية توأمة منذ 25 مارس 1966.
- ترتبط Ross-on-Wye [الإنجليزية]‏ مع Condé-sur-Noireau [الإنجليزية]‏ باتفاقية توأمة.
- ترتبط ريديتش مع أوكسار باتفاقية توأمة.
- ترتبط Dolgellau [الإنجليزية]‏ مع Guérande [الإنجليزية]‏ باتفاقية توأمة.
- ترتبط وندسور و ميدينهيد [الإنجليزية]‏ مع نويي-سور-سين باتفاقية توأمة منذ 1960.
- ترتبط Evesham [الإنجليزية]‏ مع درو (فرنسا) باتفاقية توأمة.
- ترتبط ريبون مع فوا باتفاقية توأمة.
- ترتبط غرب ساسكس مع ريوم باتفاقية توأمة.
- ترتبط وانتج [الإنجليزية]‏ مع Mably, Loire [الإنجليزية]‏ باتفاقية توأمة.
- ترتبط كوليرين مع لاروش سور يون باتفاقية توأمة.
- ترتبط بريكون مع Gouesnou [الإنجليزية]‏ باتفاقية توأمة.
- ترتبط تشيسترفيلد مع تروا باتفاقية توأمة منذ 1959.
- ترتبط مدينة ولز مع Paray-le-Monial [الإنجليزية]‏ باتفاقية توأمة.
- ترتبط Polegate [الإنجليزية]‏ مع Saintry-sur-Seine [الإنجليزية]‏ باتفاقية توأمة.
- ترتبط غيتسهيد مع سان إتيان دو روفراي باتفاقية توأمة.
- ترتبط لانكستر مع بيربينيا باتفاقية توأمة منذ 1968.
- ترتبط Inchture [الإنجليزية]‏ مع Fléac [الإنجليزية]‏ باتفاقية توأمة.
- ترتبط ستيفينيدج [الإنجليزية]‏ مع أوتون باتفاقية توأمة منذ 1963.
- ترتبط Balcombe [الإنجليزية]‏ مع Wissous [الإنجليزية]‏ باتفاقية توأمة منذ 6 مايو 1990.
- ترتبط London Borough of Hammersmith and Fulham [الإنجليزية]‏ مع بولون-بيانكور باتفاقية توأمة.
- ترتبط Harpenden [الإنجليزية]‏ مع Cosne-Cours-sur-Loire [الإنجليزية]‏ باتفاقية توأمة.
- ترتبط ليدز [الإنجليزية]‏ مع ليل باتفاقية توأمة.
- ترتبط Peacehaven [الإنجليزية]‏ مع Épinay-sous-Sénart [الإنجليزية]‏ باتفاقية توأمة منذ 1983.
- ترتبط Sandwich, Kent [الإنجليزية]‏ مع هونفلير باتفاقية توأمة.
- ترتبط ستاليبريدج [الإنجليزية]‏ مع آرمنتيير باتفاقية توأمة.
- ترتبط سانيدويس [الإنجليزية]‏ مع Derval [الإنجليزية]‏ باتفاقية توأمة.
- ترتبط Knighton, Powys [الإنجليزية]‏ مع Varades [الإنجليزية]‏ باتفاقية توأمة.
- ترتبط لويشام [الإنجليزية]‏ مع أنتوني باتفاقية توأمة.
- ترتبط ترورو مع مورلي (فرنسا) باتفاقية توأمة منذ 25 مايو 1991.
- ترتبط سوانزي مع بو باتفاقية توأمة منذ 1957.
- ترتبط London Borough of Southwark [الإنجليزية]‏ مع كليشي باتفاقية توأمة منذ 1980.
- ترتبط Denton, Greater Manchester [الإنجليزية]‏ مع مونتيني لو بريتانيو باتفاقية توأمة.
- ترتبط شرق دونبارتونشاير مع كورباي إيسون باتفاقية توأمة.
- ترتبط برادفورد مع روبيه باتفاقية توأمة.
- ترتبط بورغس هيل [الإنجليزية]‏ مع أبفيل باتفاقية توأمة.
- ترتبط Eye, Suffolk [الإنجليزية]‏ مع Pouzauges [الإنجليزية]‏ باتفاقية توأمة.
- ترتبط باكيستون مع أويجنيس باتفاقية توأمة.
- ترتبط Sandown [الإنجليزية]‏ مع Tonnay-Charente [الإنجليزية]‏ باتفاقية توأمة.
- ترتبط Billericay [الإنجليزية]‏ مع Chauvigny [الإنجليزية]‏ باتفاقية توأمة.
- ترتبط هادينغتون (لوثيان الشرقية) مع Aubigny-sur-Nère [الإنجليزية]‏ باتفاقية توأمة.
- ترتبط Borough of Harrogate [الإنجليزية]‏ مع بآينير لوشون باتفاقية توأمة.
- ترتبط Cowes [الإنجليزية]‏ مع دوفيل باتفاقية توأمة.
- ترتبط لارغس [الإنجليزية]‏ مع Andernos-les-Bains [الإنجليزية]‏ باتفاقية توأمة.
- ترتبط Presteigne [الإنجليزية]‏ مع Ligné, Loire-Atlantique [الإنجليزية]‏ باتفاقية توأمة.
- ترتبط ليمينغتون [الإنجليزية]‏ مع فيتري باتفاقية توأمة.
- ترتبط Wingham, Kent [الإنجليزية]‏ مع Vert-le-Grand [الإنجليزية]‏ باتفاقية توأمة.
- ترتبط Pontypool [الإنجليزية]‏ مع لوجيمو باتفاقية توأمة منذ 1994.[19][19]
- ترتبط North Tyneside [الإنجليزية]‏ مع Halluin [الإنجليزية]‏ باتفاقية توأمة.
- ترتبط سيفينواكس مع بونتواز باتفاقية توأمة.
- ترتبط Workington [الإنجليزية]‏ مع Val-de-Reuil [الإنجليزية]‏ باتفاقية توأمة.
- ترتبط أبينغدون أون تيمز [الإنجليزية]‏ مع كولمار باتفاقية توأمة.
- ترتبط Selby [الإنجليزية]‏ مع Carentan [الإنجليزية]‏ باتفاقية توأمة.
- ترتبط Cookstown [الإنجليزية]‏ مع Plérin [الإنجليزية]‏ باتفاقية توأمة.
- ترتبط كيركهاول [الإنجليزية]‏ مع Scaër [الإنجليزية]‏ باتفاقية توأمة.
- ترتبط بريدجنورث [الإنجليزية]‏ مع Thiers, Puy-de-Dôme [الإنجليزية]‏ باتفاقية توأمة.
- ترتبط ويكفيلد مع كاستر باتفاقية توأمة.
- ترتبط Corsham [الإنجليزية]‏ مع Jargeau [الإنجليزية]‏ باتفاقية توأمة منذ 1981.
- ترتبط Chingford [الإنجليزية]‏ مع سان ماندي باتفاقية توأمة منذ 21 أبريل 1956.
- ترتبط غوسبورت مع رويان باتفاقية توأمة.
- ترتبط Adur District [الإنجليزية]‏ مع ريوم باتفاقية توأمة.
- ترتبط Holton-le-Clay [الإنجليزية]‏ مع Sargé-lès-le-Mans [الإنجليزية]‏ باتفاقية توأمة.
- ترتبط Faringdon [الإنجليزية]‏ مع Le Mêle-sur-Sarthe [الإنجليزية]‏ باتفاقية توأمة.
- ترتبط والسال مع ميلوز باتفاقية توأمة.
- ترتبط Borough of Spelthorne [الإنجليزية]‏ مع مولن باتفاقية توأمة.
- ترتبط برمنغهام مع ليون باتفاقية توأمة منذ 20 يونيو 1973.[24][24][24][24]
- ترتبط Stafford [الإنجليزية]‏ مع La Roë [الإنجليزية]‏ باتفاقية توأمة منذ 1992.[25][25][26][26]
- ترتبط Beverley [الإنجليزية]‏ مع Nogent-sur-Oise [الإنجليزية]‏ باتفاقية توأمة.
- ترتبط كليفيدون [الإنجليزية]‏ مع ابيرناي باتفاقية توأمة.
- ترتبط Fordingbridge [الإنجليزية]‏ مع Vimoutiers [الإنجليزية]‏ باتفاقية توأمة.
- ترتبط Newquay [الإنجليزية]‏ مع دينار (فرنسا) باتفاقية توأمة.
- ترتبط هيرفورد مع فييرزو باتفاقية توأمة.
- ترتبط لوفبرا مع إبنال باتفاقية توأمة منذ 8 أغسطس 1998.[27]
- ترتبط Mossley [الإنجليزية]‏ مع Hem, Nord [الإنجليزية]‏ باتفاقية توأمة.
- ترتبط باسينجستوك مع ألونسون باتفاقية توأمة.
- ترتبط Caerphilly [الإنجليزية]‏ مع لانيون باتفاقية توأمة.
- ترتبط Holsworthy [الإنجليزية]‏ مع Aunay-sur-Odon [الإنجليزية]‏ باتفاقية توأمة.
- ترتبط Tonbridge [الإنجليزية]‏ مع لو بوي أون فيلاي باتفاقية توأمة.
- ترتبط Downpatrick [الإنجليزية]‏ مع Bezons [الإنجليزية]‏ باتفاقية توأمة.
- ترتبط فارهام [الإنجليزية]‏ مع فان باتفاقية توأمة.
- ترتبط أشتون أندر لاين [الإنجليزية]‏ مع شومونت،هوت مارن باتفاقية توأمة.
- ترتبط آير مع سن جرمن آن له باتفاقية توأمة.
- ترتبط بوري سانت ادموندز مع كومبيين باتفاقية توأمة.
- ترتبط Market Rasen [الإنجليزية]‏ مع Mamers [الإنجليزية]‏ باتفاقية توأمة.
- ترتبط نورثويتش [الإنجليزية]‏ مع دول (فرنسا) باتفاقية توأمة.
- ترتبط Axminster [الإنجليزية]‏ مع Douvres-la-Délivrande [الإنجليزية]‏ باتفاقية توأمة.
- ترتبط ویمبورن مينستر [الإنجليزية]‏ مع فالوغنس باتفاقية توأمة.
- ترتبط كيلمارنوك [الإنجليزية]‏ مع أليس (فرنسا) باتفاقية توأمة.
- ترتبط Basildon [الإنجليزية]‏ مع مو باتفاقية توأمة.
- ترتبط نانيتون [الإنجليزية]‏ مع روآن باتفاقية توأمة.
- ترتبط إنفرنيس مع Saint-Valery-en-Caux [الإنجليزية]‏ باتفاقية توأمة منذ 1956.
- ترتبط Ballymoney [الإنجليزية]‏ مع فانف باتفاقية توأمة.
- ترتبط إدنبرة مع نيس باتفاقية توأمة منذ 1954.[28][28][28][28]
- ترتبط Borough of Pendle [الإنجليزية]‏ مع كروي (فرنسا) باتفاقية توأمة.
- ترتبط برايتون مع دييب باتفاقية توأمة.
- ترتبط Hebden Bridge [الإنجليزية]‏ مع سان بول سور تيرنويس باتفاقية توأمة.
- ترتبط Wirksworth [الإنجليزية]‏ مع داي ‘ دروم باتفاقية توأمة.
- ترتبط Looe [الإنجليزية]‏ مع Quiberon [الإنجليزية]‏ باتفاقية توأمة.
- ترتبط Mumbles (district) [الإنجليزية]‏ مع هينيبونت باتفاقية توأمة.
- ترتبط لندن الكبرى مع باريس باتفاقية توأمة منذ 2000.[29][29][29][29]
- ترتبط London Borough of Redbridge [الإنجليزية]‏ مع نورماندي العليا باتفاقية توأمة.
- ترتبط غريفزند [الإنجليزية]‏ مع كامبريه باتفاقية توأمة.[30]
- ترتبط ليدز مع ليل باتفاقية توأمة منذ 1949.
- ترتبط Brackley [الإنجليزية]‏ مع Les Pavillons-sous-Bois [الإنجليزية]‏ باتفاقية توأمة.
- ترتبط Newport, Pembrokeshire [الإنجليزية]‏ مع Plouguin [الإنجليزية]‏ باتفاقية توأمة.
- ترتبط Bradley, Staffordshire [الإنجليزية]‏ مع La Roë [الإنجليزية]‏ باتفاقية توأمة.[25]
- ترتبط London Borough of Bexley [الإنجليزية]‏ مع إيفري باتفاقية توأمة.
- ترتبط Pershore [الإنجليزية]‏ مع بلواي باتفاقية توأمة.
- ترتبط فروم [الإنجليزية]‏ مع Château-Gontier [الإنجليزية]‏ باتفاقية توأمة.
- ترتبط Hinckley [الإنجليزية]‏ مع لو جراند كويفيلي باتفاقية توأمة منذ 1976.[31]
- ترتبط Speldhurst [الإنجليزية]‏ مع Marchiennes [الإنجليزية]‏ باتفاقية توأمة منذ 1999.
- ترتبط لانارك [الإنجليزية]‏ مع Yvetot [الإنجليزية]‏ باتفاقية توأمة.
- ترتبط Bridgend County Borough [الإنجليزية]‏ مع فيلناف دورنون باتفاقية توأمة.
- ترتبط بري [الإنجليزية]‏ مع أنغوليم باتفاقية توأمة.
- ترتبط شوريهام مع ريوم باتفاقية توأمة.
- ترتبط يرموث الكبرى [الإنجليزية]‏ مع رامبوييه باتفاقية توأمة.
- ترتبط ليتشوورث مع Chagny, Saône-et-Loire [الإنجليزية]‏ باتفاقية توأمة منذ 28 مايو 1983.
- ترتبط أيلزبري مع بورغ أون بريس باتفاقية توأمة.
- ترتبط حي هكني في لندن مع سوريسن باتفاقية توأمة.
- ترتبط ويلنهول [الإنجليزية]‏ مع درانسي باتفاقية توأمة.
- ترتبط Patchway [الإنجليزية]‏ مع كليرمون لهيرولت [الإنجليزية]‏ باتفاقية توأمة.
- ترتبط بورتسموث مع كاين باتفاقية توأمة منذ 1950.
- ترتبط Cumbernauld [الإنجليزية]‏ مع برون باتفاقية توأمة.
- ترتبط Peebles [الإنجليزية]‏ مع أونداي باتفاقية توأمة.
- ترتبط ساندي مع Malaunay [الإنجليزية]‏ باتفاقية توأمة.
- ترتبط كوفنتري مع كاين باتفاقية توأمة منذ 1959.
- ترتبط لنلي [الإنجليزية]‏ مع أجان باتفاقية توأمة.
- ترتبط مونموث مع Carbonne [الإنجليزية]‏ باتفاقية توأمة.
- ترتبط Abertillery [الإنجليزية]‏ مع Royat [الإنجليزية]‏ باتفاقية توأمة.
- ترتبط Tadcaster [الإنجليزية]‏ مع Saint-Chély-d'Apcher [الإنجليزية]‏ باتفاقية توأمة.
- ترتبط أبردير [الإنجليزية]‏ مع مونتيليمار باتفاقية توأمة.
- ترتبط Llandrindod Wells [الإنجليزية]‏ مع Contrexéville [الإنجليزية]‏ باتفاقية توأمة.
- ترتبط Rotherfield [الإنجليزية]‏ مع Saint-Chéron, Essonne [الإنجليزية]‏ باتفاقية توأمة.
- ترتبط ريتشموند على نهر التايمز مع فونتينبلو باتفاقية توأمة.
- ترتبط بارنستيبل [الإنجليزية]‏ مع Trouville-sur-Mer [الإنجليزية]‏ باتفاقية توأمة.
- ترتبط Godalming [الإنجليزية]‏ مع جوني باتفاقية توأمة.
- ترتبط مونتروز مع Luzarches [الإنجليزية]‏ باتفاقية توأمة.
- ترتبط كولشيستر مع أفينيون باتفاقية توأمة منذ 1972.
- ترتبط برستون مع نيم باتفاقية توأمة منذ 1955.
- ترتبط دندي مع أورليان باتفاقية توأمة منذ 5 أغسطس 2014.[32][33][34][35]
- ترتبط Bassetlaw District [الإنجليزية]‏ مع أورياك باتفاقية توأمة منذ 12 يونيو 1977.
- ترتبط Hertford [الإنجليزية]‏ مع Évron  [لغات أخرى]‏ باتفاقية توأمة.
- ترتبط دارلينغتون مع أميان باتفاقية توأمة.
- ترتبط فيفرزهام [الإنجليزية]‏ مع أزبروك باتفاقية توأمة.
- ترتبط Bridlington [الإنجليزية]‏ مع ميلو (فرنسا) باتفاقية توأمة.
- ترتبط أبرغافني [الإنجليزية]‏ مع Beaupréau [الإنجليزية]‏ باتفاقية توأمة.
- ترتبط Radlett [الإنجليزية]‏ مع لوفيسين [الإنجليزية]‏ باتفاقية توأمة.
- ترتبط ونزر مع نويي-سور-سين باتفاقية توأمة منذ 1969.
- ترتبط Pontardawe [الإنجليزية]‏ مع Locminé [الإنجليزية]‏ باتفاقية توأمة.
- ترتبط Ulverston [الإنجليزية]‏ مع Albert, Somme [الإنجليزية]‏ باتفاقية توأمة.
- ترتبط ووكينغ مع لو بليسيس روبنسون باتفاقية توأمة.
- ترتبط كارديف مع نانت باتفاقية توأمة منذ 1955.
- ترتبط Llandysul [الإنجليزية]‏ مع Plogonnec [الإنجليزية]‏ باتفاقية توأمة.
- ترتبط باكنغهام مع Mouvaux [الإنجليزية]‏ باتفاقية توأمة.
- ترتبط Odiham [الإنجليزية]‏ مع Sourdeval  [لغات أخرى]‏ باتفاقية توأمة.
- ترتبط بولتن مع لو مان باتفاقية توأمة منذ 1975.
- ترتبط Bodmin [الإنجليزية]‏ مع Le Relecq-Kerhuon [الإنجليزية]‏ باتفاقية توأمة.
- ترتبط باث مع آكس أون بروفانس باتفاقية توأمة منذ 1971.
- ترتبط Haywards Heath [الإنجليزية]‏ مع Bondues [الإنجليزية]‏ باتفاقية توأمة.
- ترتبط بانبوري مع إرمونت باتفاقية توأمة.
- ترتبط Wisbech [الإنجليزية]‏ مع آرل باتفاقية توأمة.
- ترتبط Dereham [الإنجليزية]‏ مع Caudebec-lès-Elbeuf [الإنجليزية]‏ باتفاقية توأمة.
- ترتبط بينكويد مع Plouzané [الإنجليزية]‏ باتفاقية توأمة.
- ترتبط Bampton, Devon [الإنجليزية]‏ مع Villers-Bocage, Calvados [الإنجليزية]‏ باتفاقية توأمة.
- ترتبط بليموث مع بريست باتفاقية توأمة منذ 11 سبتمبر 1976.[36][36][37][38]
- ترتبط Driffield [الإنجليزية]‏ مع Saint-Affrique [الإنجليزية]‏ باتفاقية توأمة.
- ترتبط بنارث [الإنجليزية]‏ مع سان بول دي ليون باتفاقية توأمة.
- ترتبط ساوثهامبتون مع لو هافر باتفاقية توأمة.[39]
- ترتبط يورك مع ديجون باتفاقية توأمة.
- ترتبط Woodhall Spa [الإنجليزية]‏ مع Roëzé-sur-Sarthe [الإنجليزية]‏ باتفاقية توأمة.
- ترتبط Stourport-on-Severn [الإنجليزية]‏ مع Villeneuve-le-Roi [الإنجليزية]‏ باتفاقية توأمة.
- ترتبط Lowestoft [الإنجليزية]‏ مع بلايسير باتفاقية توأمة.
- ترتبط إيلكي [الإنجليزية]‏ مع كوتانس باتفاقية توأمة.
- ترتبط Waterlooville [الإنجليزية]‏ مع Maurepas, Yvelines [الإنجليزية]‏ باتفاقية توأمة.
- ترتبط Sherborne [الإنجليزية]‏ مع غرانفيل باتفاقية توأمة.
- ترتبط Warminster [الإنجليزية]‏ مع فليرس باتفاقية توأمة.
- ترتبط كوكرماوث مع Marvejols [الإنجليزية]‏ باتفاقية توأمة منذ 1983.
- ترتبط Leighton Buzzard [الإنجليزية]‏ مع Coulommiers, Seine-et-Marne [الإنجليزية]‏ باتفاقية توأمة.
- ترتبط Banbridge [الإنجليزية]‏ مع Ruelle-sur-Touvre [الإنجليزية]‏ باتفاقية توأمة.
- ترتبط نورثامبتون مع بواتييه باتفاقية توأمة.
- ترتبط East Grinstead [الإنجليزية]‏ مع بور دوبياج [الإنجليزية]‏ باتفاقية توأمة.
- ترتبط Newhaven [الإنجليزية]‏ مع لا شابيل سان ميمان [الإنجليزية]‏ باتفاقية توأمة.
- ترتبط South Tyneside [الإنجليزية]‏ مع ابيني-سور-سين باتفاقية توأمة.
- ترتبط Tiverton, Devon [الإنجليزية]‏ مع شينون باتفاقية توأمة.
- ترتبط Tenterden [الإنجليزية]‏ مع أفالون (فرنسا) باتفاقية توأمة.
- ترتبط أوتلي [الإنجليزية]‏ مع Montereau-Fault-Yonne [الإنجليزية]‏ باتفاقية توأمة.
- ترتبط Wilmington, Kent [الإنجليزية]‏ مع Bray-et-Lû [الإنجليزية]‏ باتفاقية توأمة.
- ترتبط تروبريدج مع شارنتون لو بونت باتفاقية توأمة.
- ترتبط ويكفيلد [الإنجليزية]‏ مع كاستر باتفاقية توأمة.
- ترتبط Horndean [الإنجليزية]‏ مع Aubergenville [الإنجليزية]‏ باتفاقية توأمة.
- ترتبط Haslemere [الإنجليزية]‏ مع بيرناي باتفاقية توأمة.
- ترتبط بوفي ترايسي [الإنجليزية]‏ مع Le Molay-Littry [الإنجليزية]‏ باتفاقية توأمة.
- ترتبط روثرهام [الإنجليزية]‏ مع سانت كونتين باتفاقية توأمة.
- ترتبط Borough of Stafford [الإنجليزية]‏ مع بلفور باتفاقية توأمة منذ 1992.[25][25][26][26]
- ترتبط إبسوتش مع أراس باتفاقية توأمة منذ 1992.
- ترتبط بوسطن مع لافال باتفاقية توأمة منذ 1958.
- ترتبط Leatherhead [الإنجليزية]‏ مع Triel-sur-Seine [الإنجليزية]‏ باتفاقية توأمة.
- ترتبط ميدواي [الإنجليزية]‏ مع فالنسيان باتفاقية توأمة.
- ترتبط Exmouth [الإنجليزية]‏ مع دينان باتفاقية توأمة.
- ترتبط Droylsden [الإنجليزية]‏ مع فيامومب [الإنجليزية]‏ باتفاقية توأمة.
- ترتبط Countesthorpe [الإنجليزية]‏ مع Mennecy [الإنجليزية]‏ باتفاقية توأمة.
- ترتبط ويغان مع أنجيه باتفاقية توأمة.
- ترتبط Llandeilo [الإنجليزية]‏ مع لي كونكي [الإنجليزية]‏ باتفاقية توأمة.
- ترتبط غلوستر مع متز باتفاقية توأمة.
- ترتبط Ipplepen [الإنجليزية]‏ مع Soliers [الإنجليزية]‏ باتفاقية توأمة.
- ترتبط بونكور رجيس [الإنجليزية]‏ مع سان مور ديه فوسيه باتفاقية توأمة.
- ترتبط بيتربرة مع بورج باتفاقية توأمة منذ 1981.[40][40][40][40]
- ترتبط ويذربي [الإنجليزية]‏ مع بريفاس باتفاقية توأمة.
- ترتبط ميدستون مع بوفيه باتفاقية توأمة.
- ترتبط تشيتشستر مع شارتر باتفاقية توأمة.
- ترتبط تودموردن [الإنجليزية]‏ مع Roncq [الإنجليزية]‏ باتفاقية توأمة.
- ترتبط نيوكاسل أبون تاين مع نانسي باتفاقية توأمة منذ 2003.[41][41]
- ترتبط بيكونسفيلد [الإنجليزية]‏ مع لانجر باتفاقية توأمة.
- ترتبط London Borough of Havering [الإنجليزية]‏ مع هيسدين باتفاقية توأمة منذ 1971.
- ترتبط دونستابل مع بريف لا غايلارد باتفاقية توأمة.
- ترتبط ليتشفيلد مع Sainte-Foy-lès-Lyon [الإنجليزية]‏ باتفاقية توأمة.
- ترتبط ميلفورد هافن مع Romilly-sur-Seine [الإنجليزية]‏ باتفاقية توأمة.
- ترتبط Matlock, Derbyshire [الإنجليزية]‏ مع أوبوني باتفاقية توأمة.
- ترتبط دنفيرملين مع فيشي باتفاقية توأمة منذ 1979.
- ترتبط بينزانس مع كنكارنو باتفاقية توأمة.
- ترتبط Cowbridge [الإنجليزية]‏ مع كليسون باتفاقية توأمة.
- ترتبط دورشيستر (دورست) مع بايو باتفاقية توأمة.
- ترتبط آبريستويث مع سانت بريوك باتفاقية توأمة.
- ترتبط Droitwich Spa [الإنجليزية]‏ مع فوارون باتفاقية توأمة.
- ترتبط Kelso, Scottish Borders [الإنجليزية]‏ مع Orchies [الإنجليزية]‏ باتفاقية توأمة.
- ترتبط Chigwell [الإنجليزية]‏ مع Mantes-la-Ville [الإنجليزية]‏ باتفاقية توأمة.
- ترتبط دوفر مع كاليه باتفاقية توأمة.
- ترتبط سالزبوري مع سانتس باتفاقية توأمة.
- ترتبط St Neots [الإنجليزية]‏ مع Faches-Thumesnil [الإنجليزية]‏ باتفاقية توأمة.
- ترتبط Borough of Elmbridge [الإنجليزية]‏ مع روي-مالميزون باتفاقية توأمة.
- ترتبط هامرسميث مع بولون-بيانكور باتفاقية توأمة.
- ترتبط أوماه مع لا هي لي روز باتفاقية توأمة.
- ترتبط Whitnash [الإنجليزية]‏ مع Villebon-sur-Yvette [الإنجليزية]‏ باتفاقية توأمة.
- ترتبط مقاطعة ناحية نيث بورت طالبوت [الإنجليزية]‏ مع فيين باتفاقية توأمة منذ 1996.[42][42]
- ترتبط لاركهول [الإنجليزية]‏ مع Seclin [الإنجليزية]‏ باتفاقية توأمة.
- ترتبط غلاسكو مع مارسيليا باتفاقية توأمة منذ 1985.
- ترتبط تونتون مع ليزيو باتفاقية توأمة.
- ترتبط Crynant [الإنجليزية]‏ مع ألونسون باتفاقية توأمة.
- ترتبط هكسهام [الإنجليزية]‏ مع نويون باتفاقية توأمة.
- ترتبط ورسستر مع Le Vésinet [الإنجليزية]‏ باتفاقية توأمة منذ 1987.
- ترتبط Collingham, Nottinghamshire [الإنجليزية]‏ مع Villeneuve-sur-Yonne [الإنجليزية]‏ باتفاقية توأمة.
- ترتبط Vale of Glamorgan [الإنجليزية]‏ مع فيكامب باتفاقية توأمة.
- ترتبط ستوكبورت مع بيزييه باتفاقية توأمة.
- ترتبط Kimberley, Nottinghamshire [الإنجليزية]‏ مع اشيرول باتفاقية توأمة.
- ترتبط ويتني [الإنجليزية]‏ مع لو توكيه باتفاقية توأمة.
- ترتبط Llandovery [الإنجليزية]‏ مع Pluguffan [الإنجليزية]‏ باتفاقية توأمة.
- ترتبط كانتربيري مع بيرجيس باتفاقية توأمة.
- ترتبط للنفيربوللغوينغيلل مع إي (فرنسا) باتفاقية توأمة.
- ترتبط Midhurst [الإنجليزية]‏ مع نوجينت لو روترو باتفاقية توأمة.
- ترتبط ساندويل مع لو بلانك ميسنيل باتفاقية توأمة.
- ترتبط بيشوب ستورتفورد [الإنجليزية]‏ مع Villiers-sur-Marne [الإنجليزية]‏ باتفاقية توأمة.
- ترتبط Crowborough [الإنجليزية]‏ مع مونتارغيس باتفاقية توأمة.
- ترتبط بيرث مع كونياك باتفاقية توأمة منذ 1956.[43]
- ترتبط أكسفورد مع غرونوبل باتفاقية توأمة منذ 1947.
- ترتبط سانت هلنز مع تشالون سور ساون باتفاقية توأمة منذ 1948.
- ترتبط فولكستون [الإنجليزية]‏ مع بولوني سور مير باتفاقية توأمة.
- ترتبط رومزي [الإنجليزية]‏ مع Paimpol [الإنجليزية]‏ باتفاقية توأمة.
- ترتبط Wear Valley [الإنجليزية]‏ مع إيفري سور سين باتفاقية توأمة.
- ترتبط Chepstow [الإنجليزية]‏ مع Cormeilles, Eure [الإنجليزية]‏ باتفاقية توأمة.
- ترتبط Helston [الإنجليزية]‏ مع بلوغانو باتفاقية توأمة.
- ترتبط إيلنغ مع مارك إن برول باتفاقية توأمة.
- ترتبط Filton [الإنجليزية]‏ مع Saint-Vallier, Drôme [الإنجليزية]‏ باتفاقية توأمة.
- ترتبط وورثينغ [الإنجليزية]‏ مع Les Sables-d'Olonne  [لغات أخرى]‏ باتفاقية توأمة.
- ترتبط توتنس مع Vire [الإنجليزية]‏ باتفاقية توأمة.
- ترتبط Richmond, North Yorkshire [الإنجليزية]‏ مع Saint-Aubin-du-Cormier [الإنجليزية]‏ باتفاقية توأمة.
- ترتبط منطقة بارنت في لندن مع Le Raincy [الإنجليزية]‏ باتفاقية توأمة.[44][44]
- ترتبط لويس مع بلوا باتفاقية توأمة.
- ترتبط Weymouth and Portland [الإنجليزية]‏ مع Louviers [الإنجليزية]‏ باتفاقية توأمة.
- ترتبط نيوبري [الإنجليزية]‏ مع Bagnols-sur-Cèze [الإنجليزية]‏ باتفاقية توأمة.
- ترتبط Cirencester [الإنجليزية]‏ مع Saint-Genis-Laval [الإنجليزية]‏ باتفاقية توأمة.
- ترتبط Bewdley [الإنجليزية]‏ مع Fort-Mahon-Plage [الإنجليزية]‏ باتفاقية توأمة.
- ترتبط Teignmouth [الإنجليزية]‏ مع Perros-Guirec [الإنجليزية]‏ باتفاقية توأمة.
- ترتبط غريمسبي [الإنجليزية]‏ مع دييب باتفاقية توأمة منذ 22 فبراير 1963.
- ترتبط أشفورد مع فوجير باتفاقية توأمة.
- ترتبط لوتن مع بورغوان-جاليو باتفاقية توأمة منذ 1958.
- ترتبط ليمينغتون سبا مع شو باتفاقية توأمة منذ 1973.[45][45][45][45]
- ترتبط Christchurch, Dorset [الإنجليزية]‏ مع سان لو باتفاقية توأمة.
- ترتبط Long Eaton [الإنجليزية]‏ مع رومورانتان لانتونيه [الإنجليزية]‏ باتفاقية توأمة.

## منظمات دولية مشتركة
يشترك البلدان في عضوية مجموعة من المنظمات الدولية، منها:
| علم المنظمة | اسم المنظمة                                  | تاريخ انضمام المملكة المتحدة | تاريخ انضمام فرنسا |
| ----------- | -------------------------------------------- | ---------------------------- | ------------------ |
|             | منظمة التعاون الاقتصادي والتنمية             | 2 مايو 1961                  | 7 أغسطس 1961       |
|             | الفريق المعني برصد الأرض                     | ?                            | ?                  |
|             | منظمة حظر الأسلحة الكيميائية                 | ?                            | ?                  |
|             | سياتو                                        | ?                            | ?                  |
|             | البنك الإفريقي للتنمية                       | ?                            | ?                  |
|             | مؤسسة التنمية الدولية                        | 24 سبتمبر 1960               | 30 ديسمبر 1960     |
|             | حلف شمال الأطلسي                             | 4 أبريل 1949                 | 4 أبريل 1949       |
|             | نظام تحكم تكنولوجيا القذائف                  | 1987                         | 1987               |
|             | يونسكو                                       | 4 نوفمبر 1946                | 4 نوفمبر 1946      |
|             | مجلس أوروبا                                  | 5 مايو 1949                  | 5 مايو 1949        |
|             | الاتحاد البريدي العالمي                      | ?                            | ?                  |
|             | البنك الدولي للإنشاء والتعمير                | 27 ديسمبر 1945               | 27 ديسمبر 1945     |
|             | المرصد الأوروبي الجنوبي                      | 2002                         | 1962               |
|             | مؤسسة التمويل الدولية                        | 20 يوليو 1956                | 20 يوليو 1956      |
|             | المنظمة الأوروبية لسلامة الملاحة الجوية      | 1960                         | 1960               |
|             | وكالة الفضاء الأوروبية                       | 28 مارس 1978                 | 30 أكتوبر 1980     |
|             | بنك التنمية الآسيوي                          | 1966                         | 1970               |
|             | الاتحاد الأوروبي                             | 1973                         | 25 مارس 1957       |
|             | وكالة ضمان الاستثمار متعدد الأطراف           | 12 أبريل 1988                | 28 ديسمبر 1989     |
|             | الأمم المتحدة                                | 24 أكتوبر 1945               | 24 أكتوبر 1945     |
|             | الوكالة الدولية للطاقة                       | ?                            | ?                  |
|             | مجموعة العشرين                               | 26 سبتمبر 1999               | 26 سبتمبر 1999     |
|             | مركز تنسيق الحركة في أوروبا ‏                 | ?                            | ?                  |
|             | Organisation for Joint Armament Cooperation ‏ | ?                            | ?                  |
|             | منظمة التجارة العالمية                       | 1995                         | 1995               |
|             | منظمة الشرطة الجنائية الدولية                | ?                            | ?                  |
|             | منظمة الأمن والتعاون في أوروبا               | 25 يونيو 1973                | 25 يونيو 1973      |
|             | اتفاقية السماوات المفتوحة                    | ?                            | ?                  |
|             | المنظمة الهيدروغرافية الدولية                | ?                            | ?                  |
|             | مجلس الأمن التابع للأمم المتحدة              | 24 أكتوبر 1945               | 24 أكتوبر 1945     |
|             | الاتحاد الدولي للاتصالات                     | 24 فبراير 1871               | 1866               |
|             | مجموعة الثماني                               | ?                            | 1975               |
|             | المركز الدولي لتسوية المنازعات الاستشارية    | 18 يناير 1967                | 20 سبتمبر 1967     |
|             | مجموعة أستراليا                              | 1985                         | 1985               |
|             | مجموعة الموردين النوويين                     | ?                            | ?                  |

## أعلام
هذه قائمة لبعض الشخصيات التي تربطها علاقات بالبلدين:
- آرثر ويلزلي (1 مايو 1769[60][61][62] – 14 سبتمبر 1852[60][61][63])
- بن ويشا (ممثل إنجليزي، 14 أكتوبر 1980[64][65][66] – )
- تشارلز كورن واليس (31 ديسمبر 1738[67][68][69] – 5 أكتوبر 1805[67][68][69])
- جون هاوسمان (22 سبتمبر 1902[70][71][72] – 31 أكتوبر 1988[70][71][72])
- ديريك جاكوبي (22 أكتوبر 1938[73][74][75] – )
- شارل موريس تاليران (دبلوماسي فرنسي، 2 فبراير 1754[76][77][78] – 17 مايو 1838[76][77][79])
- غلادوين جيب (الأمين العام المؤقت للأمم المتحدة، 25 أبريل 1900[80][81][82] – 24 أكتوبر 1996[80][81][82])
- كاميلا دوقة كورنوال (17 يوليو 1947[83][84] – )
- كلوديت كولبيرت (13 سبتمبر 1903[85][86][87] – 30 يوليو 1996[85][86][87])

## وصلات خارجية
- موقع وزارة الخارجية البريطانية
- موقع وزارة الخارجية الفرنسية